# Cleistes batistana
Cleistes batistana là một loài thực vật có hoa trong họ Lan. Loài này được Pansarin & F.Barros mô tả khoa học đầu tiên năm 2008.